# Ochrotrichia gurneyi
Ochrotrichia gurneyi är en nattsländeart som beskrevs av Oliver S. Flint Jr. 1964. Ochrotrichia gurneyi ingår i släktet Ochrotrichia och familjen smånattsländor. Inga underarter finns listade i Catalogue of Life.